# Femme d'aujourd'hui
Pour les articles homonymes, voir Femme d'aujourd'hui (homonymie).
Singles de Sofia Essaïdi
Après l'amour
(2005)
Femme d'aujourd'hui est le premier extrait de la comédie musicale Cléopâtre. Ce titre est interprété par la jeune chanteuse Sofia Essaïdi, révélée au public lors de sa participation à l'émission de télé réalité de TF1, Star Academy. Écrit par Lionel Florence et Patrice Guirao, c'est aussi Florian Dubos du groupe Kyo qui a composé la musique. Elle reprend le tempo de la chanson de Rihanna Umbrella.

## Clip vidéo
Le clip a été tourné en Tunisie sur les bords du lac salé Chott el-Jérid.

## Format et liste des pistes
| #      | Titre                              | Durée    |
| ------ | ---------------------------------- | -------- |
| Single |                                    |          |
| 1.     | Femme d'aujourd'hui [Radio Edit]   | 3 min 18 |
| 2.     | Femme d'aujourd'hui [Instrumental] | 3 min 21 |

## Classement des ventes
| Pays                   | Meilleure position | Chiffre de vente |
| ---------------------- | ------------------ | ---------------- |
| France                 | 8                  | 6.000            |
| France Téléchargements | 12                 |                  |
| Belgique Wallonie      | 34                 | À venir.         |
| Suisse                 | 94                 | À venir.         |